# أحمد بن حسن المعلم
أحمد بن حسن المُعلِّم هو الشيخ العلامة أحمد بن حسن بن سودان المعلِّم، ولد في شُعْبَة بامُحمد - وادي عمد - حضرموت - اليمن بتاريخ 1373هـ ، وهو موقع سلفي يحتوي على عدد من الصفحات لمجموعة من مشائخ السلفية., وهو شيخ علم حضرمي معروف متخصص في العقائد والأديان. - له في هذا المجال عدة مؤلفات  -, أسهم في تأسيس جمعية الحكمة اليمانية الخيرية،  التي أنطلقت من محافظة تعز-الجمهورية اليمنية، تقلّد العديد من المناصب وحضر عدداً من المؤتمرات العلمية والدعوية في داخل البلاد وخارجها،  له العديد من المؤلفات والكتب والبحوث والمنظومات العلمية، كما درس على يد العديد من مشائخ أهل السنة كأمثال: الشيخ المحدث محمد ناصر الدين الألباني، والشيخ محمد الأمين الشنقيطي صاحب«أضواء البيان»، وغيرهم من علماء المسجد النبوي والجامعة الإسلامية آنذاك ، وقد لازم الشيخ أبا بكر الجزائري كثيراً،  أكثر ما اشتُهِر عنه قصيدة له بعنوان هذه دعوتنا (الله أكبر في الدفاع سأبتدي).

## ولادته ونشأته
وُلد المُعلِّم في عام 1373هـ في شُعْبَة بامُحمد الواقعة في منطقة الشعبة أحد الأودية المتفرعة من وادي عمد، والتي تقع - أي منطقة الشعبة - في الجانب الشرقي من الوادي. منها بدأ المُعلِّم مشواره العلمي في كتاتيب قريته المتواضعة عند شيخه حسن العمودي, ومنها سافر لإكمال مشواره الدراسي والعلمي خارج البلاد، تزوج وهو في الثامنة عشر، وهوأب لستة أولاد: أربعة أبناء وابنتين.

## تعليمه
- تأثر المعُلِّم بشيخه حسن باعمر العمودي,[5] الذي كان لو الدور الكبير في تشجيعه على طلب العلم، بدأ دراسته وأخذ دورسه الأولى من كتاتيب القرية التي كان يسكنها.[1][2]
- ثم سافر إلى المملكة العربية السعودية وأكمل بها دراسته الإعدادية والثانوية (درس الثانوية في دار الحديث الخيرية بالمدينة المنورة)، درس هنالك عند بعض العلماء كالشيخ عبد الله بن عبد الرحمن الجبرين، الشيخ عبد العزيز بن باز، ودرس المُعلِّم أيضاً عند المحدث الشيخ محمد ناصر الدين الألباني، والشيخ محمد الأمين الشنقيطي صاحب«أضواء البيان»، وغيرهم من علماء المسجد النبوي والجامعة الإسلامية آنذاك، وقد لازم الشيخ أبا بكر الجزائري كثيراً.[1][2]
- بعدها توجه إلى معهد الجامعة الإسلامية، وبعد أن أكمل دراسته، انتقل إلى كلية الحديث بالجامعة الإسلامية بالمدينة، ولم يتمكن من إكمال دراسته بها.
- عاد إلى اليمن وبها أكمل دراسته الجامعية حتى نال درجة الماجستير في العقيدة من الجامعة الوطنية، وعنوان الرسالة: (القبورية في اليمن).[1][2]
- يُحضر الآن رسالة الدكتوراة في جامعة سانت كلمنتس بعنوان «علم الكلام وأثره على توحيد الألوهية: الأشاعرة والماتريدية نموذجاً».[1][2]

## إنتاجه العلمي

### الكتب والمؤلفات
ألف المعلم الكثير من المؤلفات منها ما هو شروحات لمنظومات كمنظومة الصيام ومنها ما يختص في جانب العقيدة ومنها في مجال الفقه وغيرها، وإليكم سرد لمؤلفاته:
1. فقه التعامل مع الحكام.[6]
2. شرح منظومة الصيام.[7]
3. الكشف المبين عن حقيقة القبوريين.[8]
4. القبورية في اليمن نشأتها واثرها وموقف العلماء منها.[9]
5. إماطة القناع عن تصحيح الأوضاع في أحكام الرضاع.[10]

### بحوث ودراسات
قام المعلم بعدد من البحوث والدراسات في عدة مجالات إليك بعض منها:
| 1. الرجولة مفهومها ووسائل تحصيلها. 2. شهر رجب بين المشروع والممنوع. 3. الترويح عن المتنازعين في عدد ركعات صلاة التراويح. 4. معوقات وموانع الوسطية، مع خاتمة وتوصيات. 5. مشكلة القات من وجهة نظر شرعية. 6. مفهوم الوسطية. 7. الوسطية بين دلالات النصوص وأقوال العلماء. 8. الوسطية: كليات وقواعد. 9. المولد النبوي أصله وحقيقته. 10. الربانيون والتجديد الديني. 11. تقبيل أركان البيت واستلامها بين الاتباع والتبرك. | 1. درس في حكم موالاة الكافرين . 2. حقيقة الجفري وطريقته الصوفية . 3. التقية وأثرها في تضليل الناس. 4. الإنذار بحلول الفتن . 5. ماذا يراد بالمرأة المسلمة؟ . 6. المعتزلة في نظر أهل السنة . 7. نفحات العطر في الإجابة على أسئلة زكاة الفطر . 8. الغلو والبدعة . 9. المدخل السهل في أحكام الغسل . 10. التذكير بضوابط التكفير . 11. الخلاصة في أحكام الزكاة. |

### مقالات
للمعلم عدد كبير من المقالات المنتشرة على الإنترنت في موقعه الرسمي وصفحته على موقع الألوكة وصفحته على موقع منبر علماء اليمن والعديد من المواقع، كما نشرت له العديد من المقالات على بعض المجلات والصحف منها: مجلة البيان ومجلة المنتدى وغيرها من الصحف والمجلات.

### المنظومات العلمية
للمعلم عدة منظومات علمية في شروحات بعض المسائل الفقهية وبعض أمور العقيدة وله منظومات في الصحابة ، ومن منظوماته:
- إحكام النظام في أحكام الصيام
- السراج على طريق المعتمر والحاج
- النهج القويم والصراط الوسط المستقيم (2)
- النهج القويم والصراط الوسط المستقيم (1)
- رمز الوفا في ترتيب غزوات المصطفى
- منظومة المبشرون بالجنة
- نظم أوقات الإجابة
- تصحيح الأوضاع في أحكام الرضاع
- نظم حديث المسئ صلاته
- المنائر في تعدد الكبائر
- إيناس الغربة بنظم النخبة
- البلبل الصداح من علم الاصطلاح.